# Liste der Baudenkmäler in Großhabersdorf
Auf dieser Seite sind die Baudenkmäler in der mittelfränkischen Gemeinde Großhabersdorf zusammengestellt. Diese Tabelle ist eine Teilliste der Liste der Baudenkmäler in Bayern. Grundlage ist die Bayerische Denkmalliste, die auf Basis des Bayerischen Denkmalschutzgesetzes vom 1. Oktober 1973 erstmals erstellt wurde und seither durch das Bayerische Landesamt für Denkmalpflege geführt wird. Die folgenden Angaben ersetzen nicht die rechtsverbindliche Auskunft der Denkmalschutzbehörde.
 Diese Liste gibt den Fortschreibungsstand vom 19. August 2014 wieder und enthält 37 Baudenkmäler.

## Baudenkmäler nach Ortsteilen

### Großhabersdorf
| Lage                                             | Objekt                                                       | Beschreibung | Akten-Nr.              | Bild            |
| ------------------------------------------------ | ------------------------------------------------------------ | --- | ---------------------- | --------------- |
| Alte Schulgasse 2; Hadewartstraße 8 (Standort)   | Wohnhaus                                                     | Eingeschossiges Eckhaus mit Satteldach und Giebelgauben, verputzter Massivbau mit Sichtfachwerkgiebel, 18. Jahrhundert | D-5-73-115-1 Wikidata  | BW              |
| Am Kirchberg 1; Rothenburger Straße 1 (Standort) | Evangelisch-lutherisches Pfarrhaus                           | Zweigeschossiger Bau mit Krüppelwalmdach, verputzter Massivbau mit nördlichem Fachwerkgiebel, 1671, 1724 zum Teil erneuert, 1820 Ost- und Südfassade durch Ziegelmauerwerk ersetzt | D-5-73-115-2 Wikidata  | BW              |
| Am Kirchberg 1; Rothenburger Straße 1 (Standort) | Scheune                                                      | Fachwerkbau mit Halbwalmdach und Schleppgauben, Westgiebel aus Sandsteinquadern, erste Hälfte 18. Jahrhundert | D-5-73-115-2 Wikidata  | BW              |
| Am Kirchberg 1; Rothenburger Straße 1 (Standort) | Wohnhaus                                                     | Zweigeschossiger giebelständiger Satteldachbau, Erdgeschoss massiv verputzt, Obergeschoss Sichtfachwerk, 18. Jahrhundert, späterer Dachausbau mit breiter Fachwerk-Schleppgaube | D-5-73-115-2 Wikidata  | BW              |
| Am Kirchberg 1; Rothenburger Straße 1 (Standort) | Hofmauer mit Toreinfahrt                                     | Sandsteinquadermauerwerk, wohl 18. Jahrhundert | D-5-73-115-2 Wikidata  | BW              |
| Am Kirchberg 5 (Standort)                        | Evangelisch-lutherische Pfarrkirche St. Walburg              | Sandsteinquaderbau mit Satteldach, Westturm mit Spitzhelm, untere Turmgeschosse und eingezogener Chor 14. Jahrhundert, Langhaus Mitte 15. Jahrhundert neu errichtet, Turmaufstockung zweite Hälfte 15. Jahrhundert, Barockisierung und Emporeneinbau 1726/28, Treppenhäuser in den Turmwinkeln 1909/10 erneuert; mit Ausstattung | D-5-73-115-3 Wikidata  | weitere Bilder  |
| Am Kirchberg 5 (Standort)                        | Kirchhofmauer                                                | Spätmittelalterliche Sandsteinquadermauer, Stichbogentor 1922 und nach 1945 verändert | D-5-73-115-3 Wikidata  | BW              |
| Am Kirchberg 6 (Standort)                        | Mesnerhaus                                                   | Zweigeschossiges freistehendes Fachwerkhaus mit Halbwalmdach, Erdgeschoss massiv verputzt, Obergeschoss Sichtfachwerk, bezeichnet „1598“ | D-5-73-115-4 Wikidata  | BW              |
| Bachstraße 12 (Standort)                         | Wohnteil eines ehemaligen Wohnstallhauses                    | Eingeschossiger giebelständiger Satteldachbau mit Aufzugswalm und breiter Schleppgaube, verputzter Massivbau mit Fachwerkgiebel, bezeichnet „1708“ | D-5-73-115-5 Wikidata  | BW              |
| Bachstraße 18; Rothenburger Straße 11 (Standort) | Wohnstallhaus                                                | Eingeschossiges traufständiges Satteldachhaus mit Schleppgauben, verputzter Massivbau mit östlichem Fachwerkgiebel, um 1700 | D-5-73-115-14 Wikidata | BW              |
| Bachstraße 24; Rothenburger Straße 17 (Standort) | Ehemalige Mühle                                              | Zweigeschossiger, verputzter Steildachbau mit vorkragendem Giebelgeschoss, 18. Jahrhundert | D-5-73-115-6 Wikidata  | Ehemalige Mühle |
| Bachstraße 26 (Standort)                         | Bauernhaus                                                   | Zweigeschossiger giebelständiger Satteldachbau mit Aufzugswalm, verputzter Massivbau mit Sichtfachwerkgiebeln, 18. Jahrhundert | D-5-73-115-7 Wikidata  | BW              |
| Fernabrünster Straße (Standort)                  | Wegkreuz                                                     | Sandstein, spätmittelalterlich | D-5-73-115-15 Wikidata | weitere Bilder  |
| Hadewartstraße 14 a (Standort)                   | Wohnstallhaus                                                | Eingeschossiges freistehendes Satteldachhaus, verputzt, nordseitiger Giebel freiliegendes Fachwerk, 18. Jahrhundert | D-5-73-115-10 Wikidata | BW              |
| Nürnberger Straße 9 (Standort)                   | Gasthaus                                                     | Stattliches zweigeschossiges Satteldachhaus mit Aufzugswalm und Fachwerk-Aufzugsgaube, Erdgeschoss und Westfassade verputzt, Obergeschoss und Ostfassade Sichtfachwerk, 17./18. Jahrhundert, westliche Erdgeschossfassade verändert                                                                                              | D-5-73-115-11 Wikidata | BW              |
| Rothenburger Straße 3 (Standort)                 | Gasthaus zum roten Roß, sogenannte ehemalige Fürstenherberge | Stattliches zweigeschossiges Satteldachhaus mit dreigeschossigem Fachwerk-Aufzugerker und Schleppgauben, reiches Sichtfachwerk, bezeichnet „1697“ | D-5-73-115-13 Wikidata | weitere Bilder  |

### Bronnenmühle
| Lage                                         | Objekt                                       | Beschreibung | Akten-Nr.              | Bild |
| -------------------------------------------- | -------------------------------------------- | --- | ---------------------- | ---- |
| Bronnenmühle 2; Nähe Bronnenmühle (Standort) | Mühle an der Bibert, Wohn- und Mühlengebäude | Zweigeschossiger Satteldachbau, verputzter Massivbau mit Werksteinfenstergewänden, bezeichnet „1592“ und 1837, Westgiebel aus Sandsteinquadermauerwerk mit Bekrönung bezeichnet „1775“ | D-5-73-115-16 Wikidata | BW   |
| Bronnenmühle 2; Nähe Bronnenmühle (Standort) | Sägewerk                                     | Langgestreckter eingeschossiger Ständerbau mit Satteldach, 18. Jahrhundert | D-5-73-115-16 Wikidata | BW   |
| Bronnenmühle 2; Nähe Bronnenmühle (Standort) | Müllerzeichen am neuen Wohnhaus von 1929     | Sandstein, bezeichnet „1816“ | D-5-73-115-16 Wikidata | BW   |

### Fernabrünst
| Lage                                    | Objekt                              | Beschreibung | Akten-Nr.              | Bild               |
| --------------------------------------- | ----------------------------------- | --- | ---------------------- | ------------------ |
| Fernabrünster Hauptstraße (Standort)    | Wegkreuz                            | Sandsteinkreuz mit Sockel, spätmittelalterlich | D-5-73-115-20 Wikidata | weitere Bilder     |
| Fernabrünster Hauptstraße 10 (Standort) | Ehemaliges Gasthaus, jetzt Wohnhaus | Zweigeschossiges giebelständiges Satteldachhaus, verputzter Massivbau, Sandstein-Türrahmung bezeichnet „1764“                                                                                               | D-5-73-115-17 Wikidata | BW                 |
| Fernabrünster Hauptstraße 15 (Standort) | Ehemalige Schmiede                  | Eingeschossiger Satteldachbau mit hölzernem Uhr- und Glockentürmchen, rückseitig Fachwerk, im Übrigen verputzt, mit rückseitigem Seitenflügel und offenem Fachwerk-Vorbau mit Pultdach, 18./19. Jahrhundert | D-5-73-115-18 Wikidata | Ehemalige Schmiede |
| Wendsdorfer Straße 16 (Standort)        | Ehemaliges Hirtenhaus               | Eingeschossiges langgestrecktes Satteldachhaus, Wohnteil freiliegendes Fachwerk, rückseitiger Stall-/Scheunenteil massiv verputzt, 18./19. Jahrhundert                                                      | D-5-73-115-19 Wikidata | BW                 |
| Wendsdorfer Straße 19 (Standort)        | Bauernhaus                          | Eingeschossiger verputzter Massivbau mit Steilsatteldach, bezeichnet 1800; Scheune, verputzter Massivbau mit Steilsatteldach, wohl zweites Viertel 19. Jahrhundert                                          | D-5-73-115-40 Wikidata | BW                 |

### Oberreichenbach
| Lage                                            | Objekt                                                | Beschreibung | Akten-Nr.              | Bild           |
| ----------------------------------------------- | ----------------------------------------------------- | --- | ---------------------- | -------------- |
| 1 Kilometer nordwestlich von Oberreichenbach () | Grenzstein                                            | Sandstein, bezeichnet „1777“; nicht nachqualifiziert | D-5-73-115-24 Wikidata |                |
| Hornsegener Weg (Standort)                      | Wegkreuz                                              | Sandsteinkreuz auf Sockelplatte, spätmittelalterlich | D-5-73-115-23 Wikidata | weitere Bilder |
| Kirchenstraße 6; In Oberreichenbach (Standort)  | Evangelisch-Lutherische Filialkirche St. Bartholomäus | Sandsteinquaderbau mit Satteldach und eingezogenem Chor, zweite Hälfte 15. Jahrhundert, Fachwerk-Chortürmchen mit Spitzhelm wohl 18. Jahrhundert; mit Ausstattung | D-5-73-115-22 Wikidata | weitere Bilder |
| Kirchenstraße 6; In Oberreichenbach (Standort)  | Friedhofsmauer                                        | Unregelmäßiges Sandsteinmauerwerk, spätmittelalterlich mit Erneuerungen, jüngere Erweiterung nach Norden aus Sandsteinquadermauerwerk                             | D-5-73-115-22 Wikidata | BW             |
| Nähe Farrnbacher Straße (Standort)              | Scheune                                               | Eingeschossiger langgestreckter Fachwerkbau mit Satteldach und Giebeltor, Südwestgiebel verputzt, 18. Jahrhundert                                                 | D-5-73-115-21 Wikidata | BW             |

### Schwaighausen
| Lage                                                       | Objekt                                   | Beschreibung | Akten-Nr.              | Bild                                     |
| ---------------------------------------------------------- | ---------------------------------------- | --- | ---------------------- | ---------------------------------------- |
| Bibert (Standort)                                          | Einjochige Steinbrücke über die Bibert   | Aus Sandsteinquadermauerwerk mit flacher Tonnenwölbung und Brüstung, 18./frühes 19. Jahrhundert                                                             | D-5-73-115-37 Wikidata | Einjochige Steinbrücke über die Bibert   |
| Lindachstraße; Mühlbach; Schwaighausener Straße (Standort) | Einjochige Steinbrücke über den Mühlbach | Aus Sandsteinquadermauerwerk mit flacher Tonnenwölbung mit Scheitelstein und Gesims und Brüstung, vorgelagertes steinernes Wehr, 18./frühes 19. Jahrhundert | D-5-73-115-38 Wikidata | Einjochige Steinbrücke über den Mühlbach |
| Lindachstraße; Schwaighausener Straße (Standort)           | Brücke                                   | Einjochige Steinbrücke über den Mühlbach, aus Sandsteinquadermauerwerk mit flacher Tonnenwölbung und Brüstung, 18. /frühes 19. Jahrhundert                  | D-5-73-115-39 Wikidata | BW                                       |
| Oberer Grund (Standort)                                    | Wegkreuze                                | Zwei Sandsteinkreuze, spätmittelalterlich, auf Sockelplatte gestellt                                                                                        | D-5-73-115-25 Wikidata | weitere Bilder                           |

### Stammesmühle
| Lage                              | Objekt                                          | Beschreibung | Akten-Nr.              | Bild                                            |
| --------------------------------- | ----------------------------------------------- | --- | ---------------------- | ----------------------------------------------- |
| Rothenburger Straße 45 (Standort) | Mühle am Schlauersbach, Wohn- und Mühlengebäude | Zweigeschossiger Satteldachbau, Erdgeschoss massiv verputzt, Obergeschoss und Südgiebel reiches Sichtfachwerk, im Kern Mitte 17. Jahrhundert, Erdgeschoss bezeichnet „1833“, Dachaufsatz von 1955 | D-5-73-115-26 Wikidata | Mühle am Schlauersbach, Wohn- und Mühlengebäude |
| Rothenburger Straße 45 (Standort) | Mühle am Schlauersbach, Scheune                 | Eingeschossiger Halbwalmdachbau mit weit auskragendem Südgiebel, Fachwerkbau mit massivem Sockel, 17. Jahrhundert                                                                                 | D-5-73-115-26 Wikidata | BW                                              |
| Rothenburger Straße 45 (Standort) | Mühle am Schlauersbach, Verbindungsbau          | Eingeschossiger Massivbau mit Satteldach, 19. Jahrhundert, moderner Anbau | D-5-73-115-26 Wikidata | BW                                              |
| Rothenburger Straße 45 (Standort) | Mühle am Schlauersbach, Altsitzhaus             | Zweigeschossiger Satteldachbau, Erdgeschoss massiv verputzt, Obergeschoss Sichtfachwerk, um 1700                                                                                                  | D-5-73-115-26 Wikidata | BW                                              |

### Unterschlauersbach
| Lage                                           | Objekt                                           | Beschreibung | Akten-Nr.              | Bild           |
| ---------------------------------------------- | ------------------------------------------------ | --- | ---------------------- | -------------- |
| Am Marktplatz 8 (Standort)                     | Evangelisch-lutherische Filialkirche St. Andreas | Chorturmkirche, Sandsteinquaderbau mit Satteldach, Langhaus und Turmuntergeschoss im Kern erste Hälfte 14. Jahrhundert, verputzte Fachwerk-Turmobergeschosse nach 1720, Langhaus nach 1720 und 1845 zum Teil erneuert; mit Ausstattung | D-5-73-115-27 Wikidata | weitere Bilder |
| Am Marktplatz 8 (Standort)                     | Kirchhofmauer                                    | Sandsteinquadermauer mit stichbogigem Toreingang an der Südwestecke, spätmittelalterlich | D-5-73-115-27 Wikidata | Kirchhofmauer  |
| Hans-Enßner-Straße 3 (Standort)                | Bauernhaus                                       | Zweigeschossiger Sandsteinquaderbau mit Satteldach und Gesimsgliederung, bezeichnet „1870“ | D-5-73-115-28 Wikidata | BW             |
| Unterschlauersbacher Hauptstraße 19 (Standort) | Scheune                                          | Eingeschossiger langgestreckter Fachwerkbau mit Satteldach, 18. Jahrhundert | D-5-73-115-29 Wikidata | BW             |
| Unterschlauersbacher Hauptstraße 35 (Standort) | Wohnhaus                                         | Ein- bis zweigeschossiges Frackdachhaus mit Schleppgaube, Erdgeschoss massiv verputzt, Obergeschoss und Nordgiebel freiliegendes Fachwerk, 18./19. Jahrhundert                                                                         | D-5-73-115-30 Wikidata | BW             |

### Vincenzenbronn
| Lage                                       | Objekt                                              | Beschreibung | Akten-Nr.              | Bild           |
| ------------------------------------------ | --------------------------------------------------- | --- | ---------------------- | -------------- |
| Kirchbergstraße 6 (Standort)               | Evangelisch-lutherische Filialkirche St. Laurentius | Saalkirche, Massivbau mit Walmdach, Langhaus verputzt, Westturm aus Sandsteinquadermauerwerk 13./14. Jahrhundert und 1473, Langhaus im 17. Jahrhundert und 1748 erneuert, Turmpyramidendach von 1811; mit Ausstattung | D-5-73-115-31 Wikidata | weitere Bilder |
| Kirchbergstraße 6 (Standort)               | Kirchhofmauer                                       | Sandsteinmauerwerk aus Bruch-, Hau- und Werksteinen, mit spitzbogigem Portal, spätmittelalterlich | D-5-73-115-31 Wikidata | BW             |
| Vincenzenbronner Hauptstraße 29 (Standort) | Dreiseitige Hofanlage, Bauernhaus                   | Eingeschossiger Sandsteinquaderbau mit Satteldach und Aufzugswalm, Ostgiebel verputzt, 18. Jahrhundert, Dachausbau mit Sichtfachwerk-Zwerchgiebeln 19. Jahrhundert                                                    | D-5-73-115-32 Wikidata | BW             |
| Vincenzenbronner Hauptstraße 29 (Standort) | Dreiseitige Hofanlage, Stallgebäude                 | Eingeschossiger Sandsteinquaderbau mit Satteldach und Aufzugsgaube, bezeichnet „1857“ | D-5-73-115-32 Wikidata | BW             |
| Vincenzenbronner Hauptstraße 29 (Standort) | Dreiseitige Hofanlage, Scheune                      | Eingeschossiger Sandsteinquaderbau mit Satteldach und südlichem Fachwerkgiebel, mit rückseitigem Anbau aus Sandsteinquadern, wohl 19. Jahrhundert                                                                     | D-5-73-115-32 Wikidata | BW             |
| Vincenzenbronner Hauptstraße 29 (Standort) | Dreiseitige Hofanlage, Einfriedung                  | Eisengitterzaun, Hofeinfahrt mit urnenbekrönten Sandsteinpfeilern, 19. Jahrhundert | D-5-73-115-32 Wikidata | BW             |

### Weihersmühle
| Lage                      | Objekt                         | Beschreibung | Akten-Nr.              | Bild |
| ------------------------- | ------------------------------ | --- | ---------------------- | ---- |
| Weihersmühle 1 (Standort) | Ehemalige Mühle                | Zweigeschossiges langgestrecktes Satteldachhaus, verputzter Massivbau, Obergeschoss hofseitig aus Fachwerk, 18. Jahrhundert, südlicher Sandstein-Giebel mit Ecklisenen, Eckvoluten und Gesimsen bezeichnet mit „1801“, jüngerer westlicher Anbau | D-5-73-115-33 Wikidata | BW   |
| Weihersmühle 1 (Standort) | Ehemalige Mühle, Scheune       | Eingeschossiger Satteldachbau, verputzter Massivbau, wohl 18. Jahrhundert, südlicher Sandsteingiebel mit Ecklisenen, Eckvoluten und Urnenbekrönung bezeichnet mit „1846“, jüngerer westlicher Fachwerkanbau                                      | D-5-73-115-33 Wikidata | BW   |
| Weihersmühle 1 (Standort) | Ehemalige Mühle, Mühlengebäude | Zweigeschossiger Satteldachbau mit Schleppgauben, südlicher Sandstein-Giebel mit Ecklisenen, Eckvoluten, bezeichnet mit „1754“, nach 1945 neu errichtet                                                                                          | D-5-73-115-33 Wikidata | BW   |
| Weihersmühle 1 (Standort) | Ehemalige Mühle, Toreinfahrt   | Zwei Sandsteinpfeiler mit Kugelbekrönung, wohl 18./19. Jahrhundert | D-5-73-115-33 Wikidata | BW   |

### Wendsdorf
| Lage                    | Objekt                   | Beschreibung | Akten-Nr.              | Bild                     |
| ----------------------- | ------------------------ | --- | ---------------------- | ------------------------ |
| Wendsdorf 13 (Standort) | Ehemalige Mühle          | Eingeschossiger Satteldachbau mit Zwerchgiebel mit Aufzugswalm, verputzter Sandsteinbau, Mühlwappen in Kartusche bezeichnet „1754“                                                                | D-5-73-115-34 Wikidata | Ehemalige Mühle          |
| Wendsdorf 18 (Standort) | Hofanlage, Wohnstallhaus | Zweigeschossiges langgestrecktes Satteldachhaus mit Schleppgauben, Erdgeschoss massiv verputzt, im Kern von 1801, Obergeschoss und Ostgiebel Sichtfachwerk, um 1910/20, Eingang bezeichnet „1801“ | D-5-73-115-35 Wikidata | Hofanlage, Wohnstallhaus |
| Wendsdorf 18 (Standort) | Hofanlage, Schweinestall | Eingeschossiger verputzter Sandsteinquaderbau, ehemals mit Satteldach, heute mit flachem Pultdach, bezeichnet 1830                                                                                | D-5-73-115-35 Wikidata | BW                       |

## Ehemalige Baudenkmäler
In diesem Abschnitt sind Objekte aufgeführt, die früher einmal in der Denkmalliste eingetragen waren, jetzt aber nicht mehr. Objekte, die in anderem Zusammenhang also z. B. als Teil eines Baudenkmals weiter eingetragen sind, sollen hier nicht aufgeführt werden. Aktennummern in diesem Abschnitt sind ehemalige, jetzt nicht mehr gültige Aktennummern.

| Lage                                      | Objekt   | Beschreibung                                                                                             | Akten-Nr.             | Bild |
| ----------------------------------------- | -------- | --- | --------------------- | ---- |
| Großhabersdorf Bahnhofstraße 2 (Standort) | Wohnhaus | Zweigeschossiges traufständiges Satteldachhaus, verputzt, barockes Sandsteintürgewände bezeichnet „1756“ | D-5-73-115-8 Wikidata | BW   |